# Pamparina
La Pamparina est un festival de musique gratuit ayant lieu tous les ans à Thiers, en région Auvergne-Rhône-Alpes.
Il réunit une quarantaine de groupes venus de plusieurs pays pendant trois jours entre début et mi-juillet. Sa programmation, éclectique et internationale, mêle découverte de jeunes talents comme des personnalités connues du monde musical et lui permet d'acquérir une notoriété suprarégionale en attirant chaque année entre 30 000 et 45 000 visiteurs sur trois jours.
Après deux ans d'absence en 2020 et 2021 et un retour à succès en 2022, la municipalité annonce que l'édition de 2023 aura lieu les 14, 15 et 16 juillet dans la cité médiévale de Thiers.

## Localisation
La Pamparina se déroule chaque année dans le centre historique de la ville de Thiers. Ainsi, des scènes sont installées sur les places principales et secondaires de la cité médiévale et des déambulations sont organisées dans les vieilles rues. La principale scène se positionne sur la place Antonin-Chastel tandis que d'autres scène secondaires animent les places du Palais (vers l'église Saint-Genès), Mercière ou le square de Verdun. Les rues Conchette, du Bourg, du Pirou vers le château du Pirou et la pedde du Coin des Hasards sont entre autres également animées.

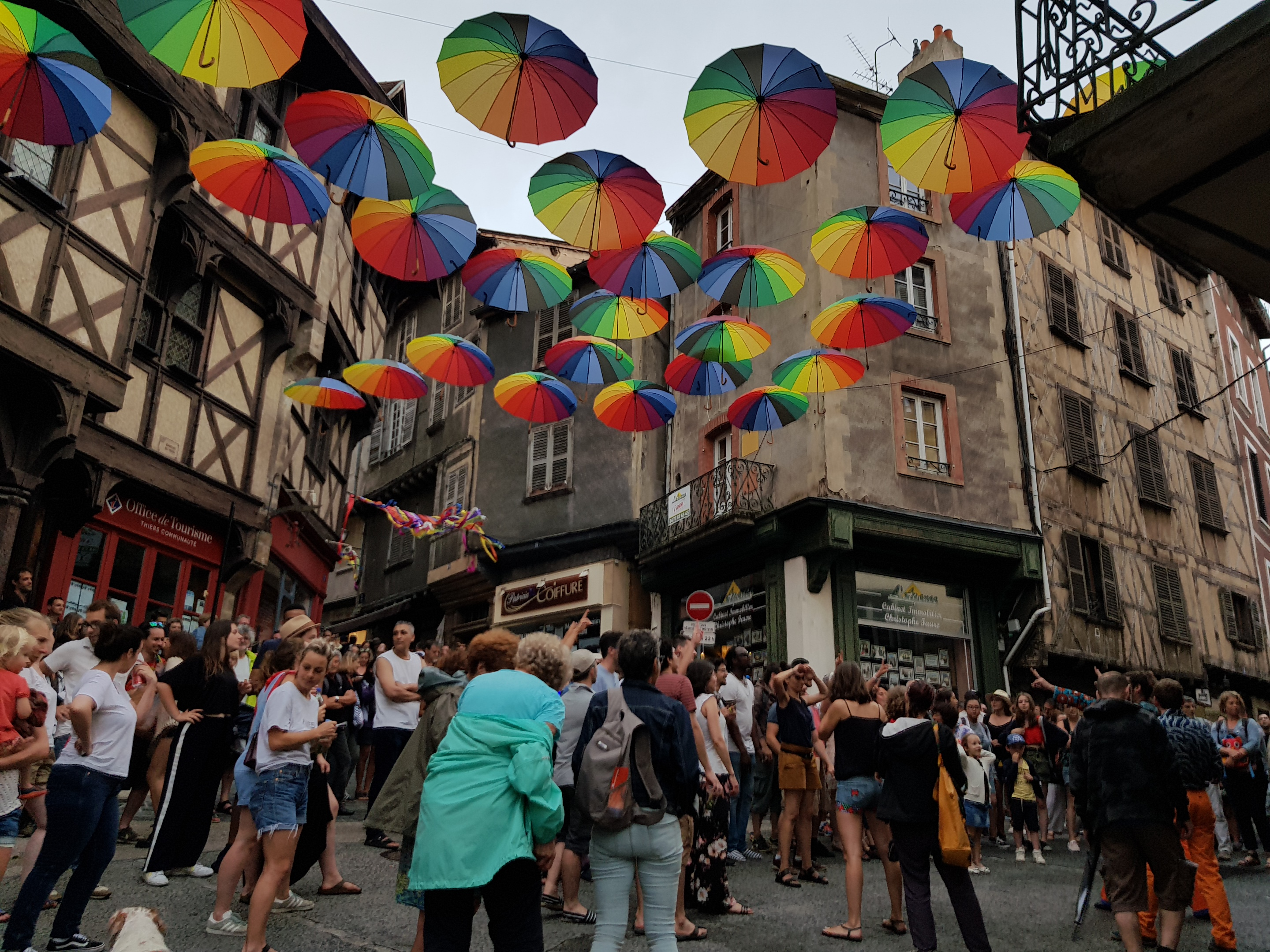
Déambulation sur la place du Pirou au pied du château du Pirou.
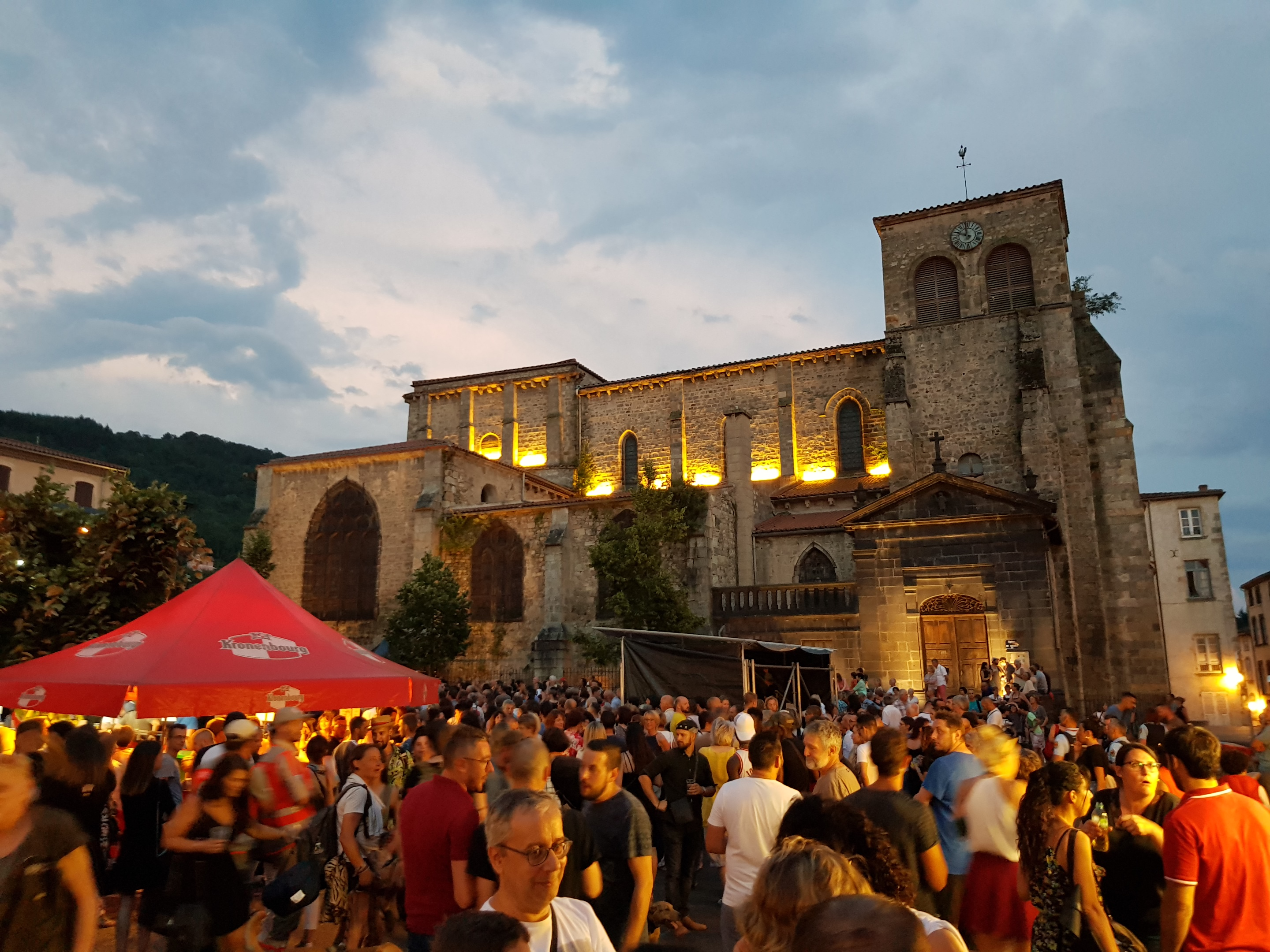
Scène secondaire sur la place du Palais devant l'église Saint-Genès.

## Histoire

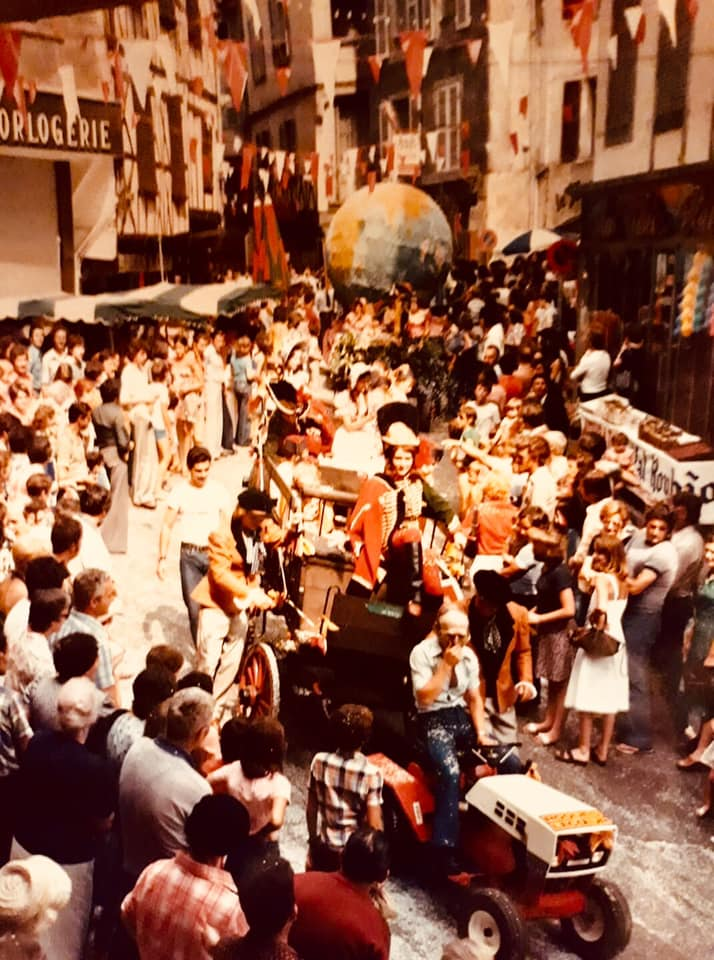
Photographie des fêtes médiévales de Thiers, rue du Pirou en 1976.

### Avant le festival
Chaque année jusqu'au milieu des années 1990, la municipalité de Thiers organisait les « fêtes médiévales de Thiers » ayant un thème spécifique pour chaque édition. La dernière édition mettait en avant François Ier, Roi de France entre 1515 et 1547. Les animations étaient réfléchies avec des associations de villages, sportives ou culturelles qui construisaient des chars en papier mâché qui défilaient ensuite de la rue de Lyon au nord-est de la ville pour finir au pré des Archers dans le quartier du Moûtier en passant par la cité médiévale, alors décorée aux couleurs historiques de la ville : le rouge et le blanc,.
Les dernières éditions de ce festival municipal furent un échec vis-à-vis de la fréquentation et du manque d'intérêt grandissant des associations locales ne voulant plus construire de chars en papier mâché pour animer cette journée de fête,.

### Création et première édition
À la suite de l'arrêt des festivités en début de saison touristique, la municipalité de Thiers réfléchit à organiser un évènement d'ampleur visant à capter un flux de touristes important sur la région. En effet, c'est entre 1993 et 1996 que Thiers accueille le plus de touristes : 63 000 entrées comptabilisées au musée de la coutellerie en 1993 et 150 000 visiteurs comptabilisés sur la base de loisirs d'Iloa les Rives de Thiers sur un total de 300 000 touristes venus visiter la cité coutelière en 1996.
En juillet 1998, la première édition d'un festival international de musique de rue a lieu à Thiers.
Le nom « Pamparina » signifie « grande fête » en auvergnat,. Cette première édition adopte le slogan suivant : « À Thiers, la fête c'est le jour et la nuit ! ».

### Développement et hausse de la fréquentation
D'éditions en éditions, la fréquentation générale et la renommée du festival augmentent fortement,. L'ancrage dans le centre-ville dépasse rapidement les places Antonin-Chastel et du Palais. Des animations, des petits concerts et des spectacles sont mis en place directement dans les ruelles médiévales en parallèle des grands concerts et des têtes d'affiche. Le patrimoine historique de la ville est également mis à l'honneur durant ce festival : le château du Pirou, l'église Saint-Genès, la pedde du Coin des Hasards ou encore la maison de l'Homme des bois sont accompagnés d'animations à leur proximité directe.
Au début des années 2010, l'« espace Pamparina » est créé dans un immeuble qui accueillait autrefois un magasin Défi-mode pour remplacer l'ancien kiosque qui était présent sur la place Antonin-Chastel et le point d'information dans la future cité des couteliers de la rue Conchette. Pour l'édition de 2019, plusieurs associations prennent part à l'organisation notamment par la mise en place de buvettes sur l'ensemble du festival telles que le Pays de Thiers Rugby, les SAT football ou encore Tout en Thiers.

Scène principale du festival devant l'hôtel de ville sur la place Antonin-Chastel en 2019.

## Programmations

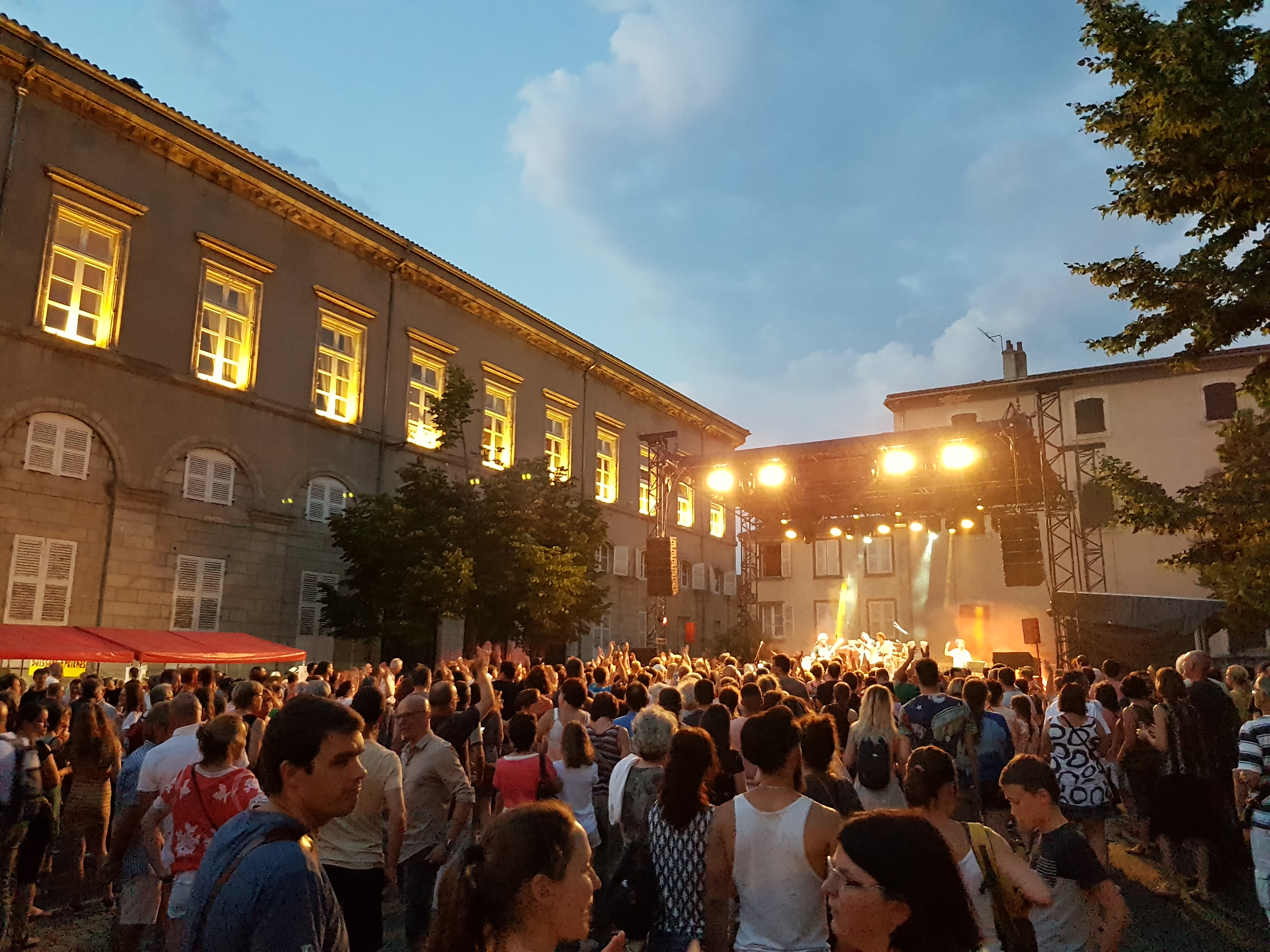
Scène du festival devant le tribunal de Thiers pour l'édition 2019.

### Concerts et défilés
Une trentaine de concerts sur scène sont organisés chaque année, dont l'ensemble est totalement gratuit d'accès. Trois scènes principales prennent place. La première et la plus grande se positionne sur la place Antonin-Chastel qui accueille généralement les têtes d'affiche grand public du festival telles que Maceo Parker, Suzane, Hoshi ou encore le groupe Madame Monsieur,. La seconde se place sur le parvis nord de l'église Saint-Genès avec des groupes plus orientés sur la musique électro, RnB ou encore sur le rap et la troisième, dans le square de Verdun attire plutôt un public familial et pour les plus jeunes.
En parallèle du festival, la ville de Thiers organise des petits concerts les samedis soir sur la place Antonin-Chastel et les vendredis soir sur la base de loisirs et de plein air d'Iloa les rives de Thiers durant la saison touristique du début juillet à fin août.
Entre chaque concerts et pour continuer l'animation au sein de la cité médiévale, des défilés sont organisés.

### Instrument ou style mis en avant
Chaque année depuis 1999, un instrument ou un style de musique est mis à l'honneur du festival. Jusqu'en 2011, ce sont plutôt des instruments puis des genres musicaux qui représentent le thème principal de l'édition annuelle.

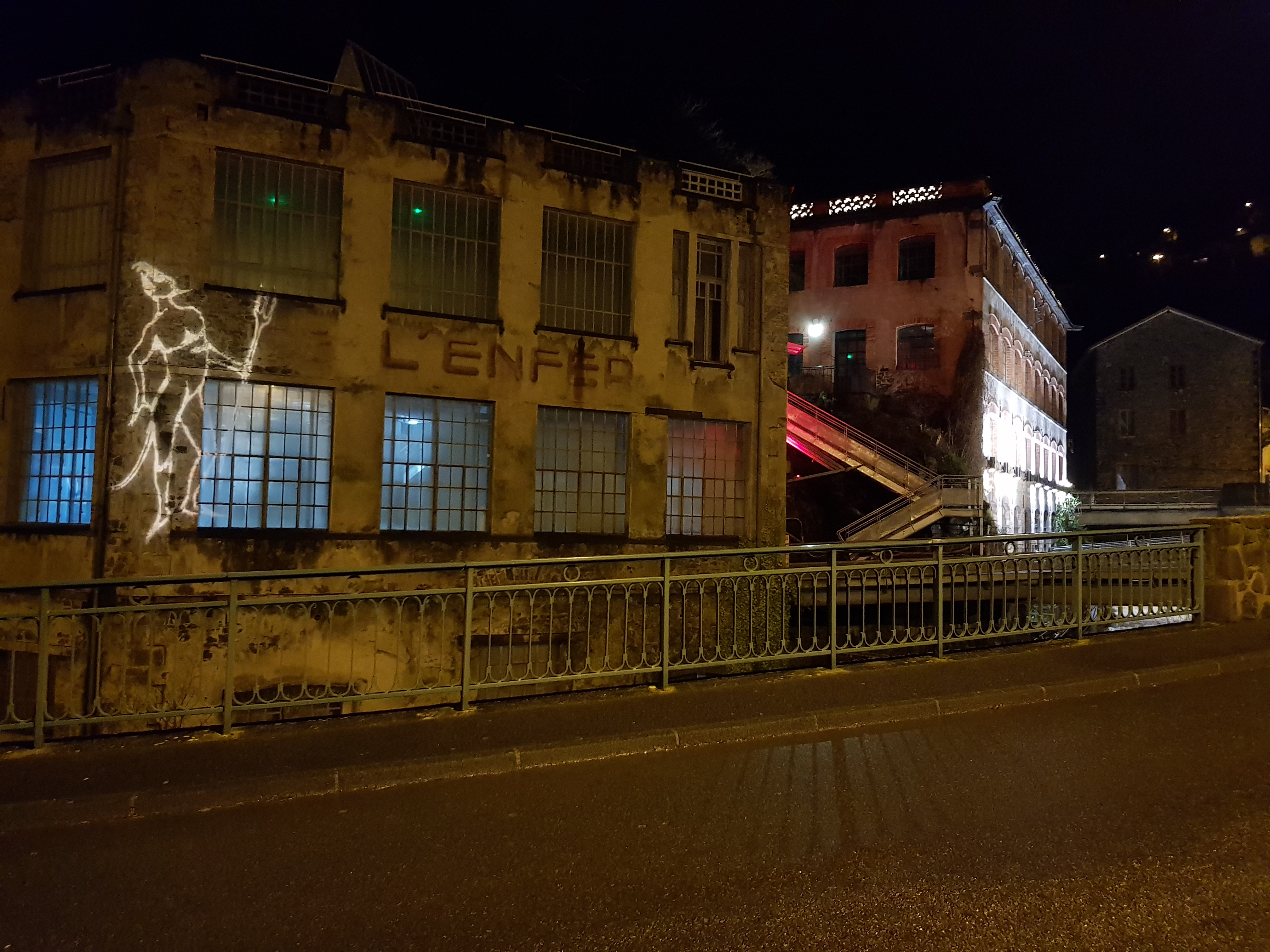
Le centre d'art du creux de l'enfer et l'usine du May.

| Année d'édition | Instrument, style musical ou thème général |      |                              |
| --------------- | ------------------------------------------ | ---- | ---------------------------- |
| 1998            | multi-style                                | 2009 | Les fanfares                 |
| 1999            | Année des cuivres                          | 2010 | Les musiques à danser        |
| 2000            | Année des guitares                         | 2011 | Déchaîne les claviers        |
| 2001            | Année des percussions                      | 2012 | Complètement Folk            |
| 2002            | Année des archers                          | 2013 | Pop                          |
| 2003            | Année des voix                             | 2014 | Si ça vous chante            |
| 2004            | Année des bois                             | 2015 | All musics                   |
| 2005            | Année des instruments à vent               | 2016 | Thiers monte le son          |
| 2006            | Cordes du monde                            | 2017 | 20e édition                  |
| 2007            | Anniversaire des 10 ans                    | 2018 | La Pamparina fête ses 20 ans |
| 2008            | Les machines à musique                     | 2019 | Voyage                       |

### Activités culturelles
La ville de Thiers, qui organise le festival et sa programmation, met en place des actions culturelles en parallèle des festivités. Le Creux de l'enfer, centre d'art contemporain classé d'intérêt national ouvre alors ses expositions artistiques. De la même manière, la municipalité met en place des expositions temporaires dans l'ancienne manufacture de l'usine du May comme l'exposition « MBM factory » pour la saison 2019.

## Influence du festival

### Le festival et son milieu
Le festival permet aux visiteurs de découvrir ou redécouvrir le centre historique de Thiers composé de 450 immeubles à pan de bois, de remparts, d'hôtels particuliers, d'églises et de ruelles médiévales pittoresques.
À cette occasion, des associations thiernoise se mobilisent avec des bénévoles de la région pour l'organisation du festival, notamment pour les buvettes et des animations de rue. Des propriétaires d'hôtels particuliers autorisent les passants à visiter leur bien immobilier remarquable.

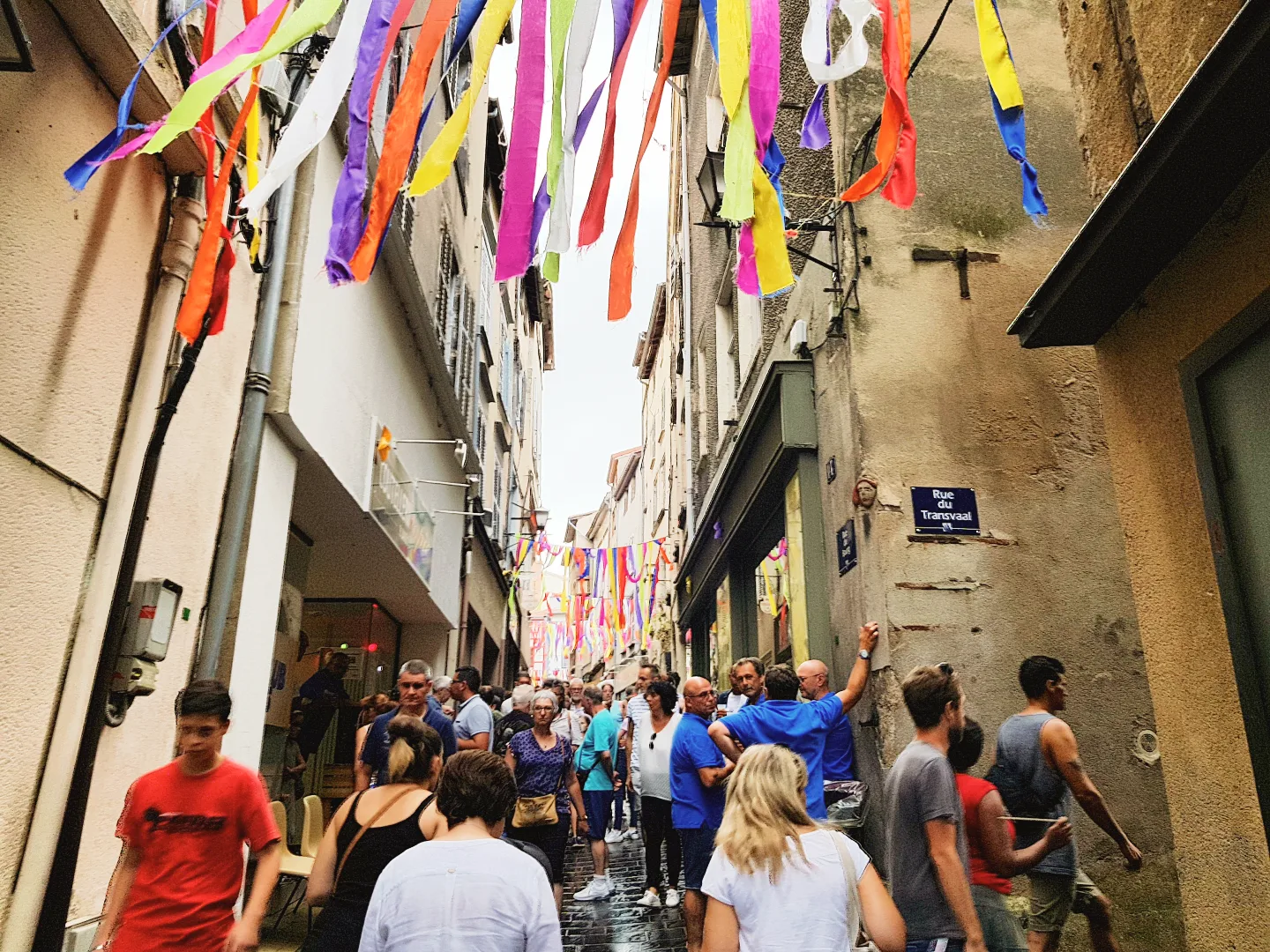
La rue du Bourg pendant l'édition de 2019.
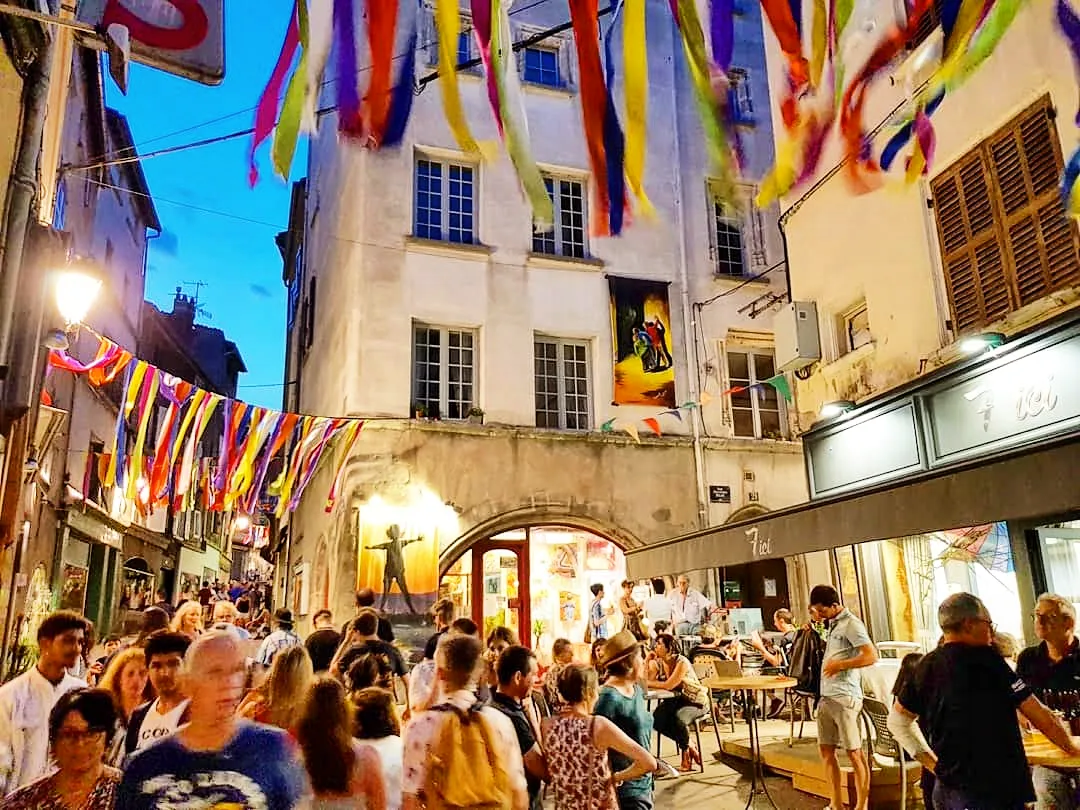
La rue Conchette.
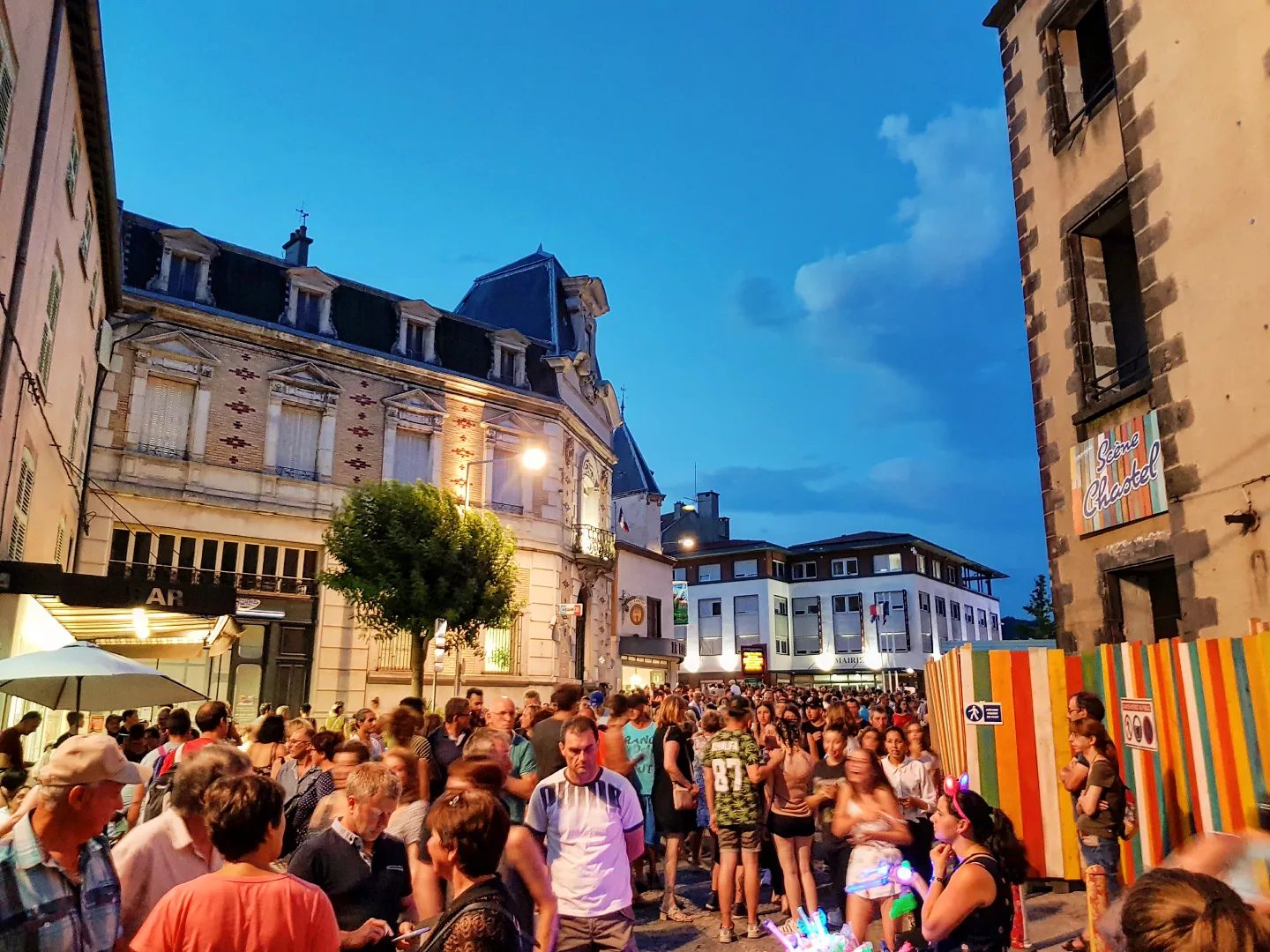
La place Antonin-Chastel.

### Fréquentation
À partir de 1998, la fréquentation générale de la Pamparina ne cesse de progresser avant de « pulvériser le record de fréquentation du festival » en 2015. Après une légère baisse expliquée par la météo en 2016 et 2019, le maximum est atteint pour l'édition de 2018 avec 46 000 visiteurs estimés.
| Edition       | 2014   | 2015   | 2016   | 2017   | 2018   | 2019   | 2020 |
| ------------- | ------ | ------ | ------ | ------ | ------ | ------ | ---- |
| Fréquentation | 35 000 | 43 000 | 40 000 | 45 000 | 46 000 | 40 000 | -    |
| Evolution     | -      | +23 %  | -5,5 % | +12 %  | +2,5 % | -13 %  | -    |

### Identité visuelle
Chaque année, le festival aborde une affiche publicitaire qui reprend le thème musical de l'édition en question ainsi qu'un logo qui change généralement d'une année sur l'autre.